# Zorleasca
Zorleasca – wieś w Rumunii, w okręgu Aluta, w gminie Valea Mare. W 2011 roku liczyła 381 mieszkańców. 